# Teatro Albéniz
El Teatro Albéniz era un dels teatres més cèntrics de Madrid (Espanya), situat en el núm. 11 del carrer de la Pau. Es va inaugurar, amb una capacitat de mil butaques, l'any 1945 i es va clausurar l'any 2009. El teatre va ser dissenyat inicialment per un conjunt d'arquitectes, del qual destaca finalment Manuel Ambrós Escanellas. Després de diversos problemes legals, el teatre va tancar definitivament l'any 2009.

## Història
El promotor Maximino Moro encarrega al començament dels anys quaranta la construcció d'un teatre a dos arquitectes: José Luis Durán de Cottes i Rafael López Izquierdo. Quan l'obra es troba avançada s'incorpora Manuel Ambrós Escanellas que s'encarrega de la façana i de la decoració d'interiors del teatre. La construcció es realitza sobre un solar de poc més de mil tres-cents metres quadrats, començant en 1943. La inauguració del teatre el 31 de març de 1945 va donar lloc a un nou teatre en la zona centre de Madrid. L'obra va ser Aquella noche azul d'Alfonso Paso fill. Aquesta inauguració va ser molt esperada a la ciutat, però va ser presa amb certa polèmica en els mitjans de comunicació. Algun dels periòdics destaca el traçat de l'edifici, la decoració elegant dels seus interiors i la labor com a sala teatral. Els arquitectes inicials del projecte van emetre queixes sobre els dissenys reutilitzats per Ambrós. Un objecte de polèmica era el conjunt escultòric de la façana, elaborat per l'escultor Ángel Ferrant. Aquest conjunt escultòric s'encastava en nínxols específics dissenyats per Ambrós.
En els soterranis de l'edifici es va instal·lar una sala de festes que es va denominar primer Fantasía, passant després a denominar-se Folies i finalment Xairo. L'edifici i les funcions teatrals van gaudir d'un període d'esplendor en la dècada de 1970. El teatre va ser llogat per la Comunitat de Madrid en 1985 i en temporades successives va albergar tant festivals promoguts per les administracions públiques com espectacles teatrals privats.
A la fi del segle xx va gaudir del nivell de protecció 1 en el Pla General d'Ordenació Urbana de Madrid. Però en les revisions del Pla posteriors no es va aconseguir assolir un nivell 2, la qual cosa va suposar finalment que el teatre fos un local d'actuacions. Una sentència de 3 de juny de 2003 del Tribunal Superior de Justícia de Madrid va permetre als propietaris del local convertir l'edifici en un centre comercial.
L'any 2006 el Teatre és adquirit per una empresa immobiliària ja que la Comunitat de Madrid havia renunciat a la seva compra. S'anuncia el tancament definitiu del local. Al desembre de 2008, després d'un muntatge de La vida es sueño, el teatre va ser clausurat.
Es va crear una plataforma ciutadana denominada Plataforma d'Ajuda al Teatro Albéniz que va intentar mitjançant manifestacions públiques i impulsant la declaració de Bé d'Interès Cultural impedir la desaparició del local teatral i la preservació del fet cultural que allí va tenir lloc. Aquesta plataforma, amb l'aval de més de 6000 signatures de ciutadans i intel·lectuals, va sol·licitar formalment a la Comunitat de Madrid que el teatre fos declarat Bé d'Interès Cultural. La Comunitat de Madrid ni tan sols va accedir a obrir l'expedient per a la seva tramitació, cosa que va motivar que els promotors de la plataforma promoguessin un recurs d'alçada que també va ser rebutjat per la Comunitat de Madrid. Enfront d'això, Eva Aladro Vico (portaveu) i Beltrán Gambier (advocat de la plataforma), van promoure un recurs contenciós administratiu que va ser resolt favorablement pel Superior Tribunal de Justícia de Madrid amb data 15 de juny de 2011. Aquesta sentència suposa que el teatre està de moment preservat i que ha de tramitar-se la declaració de Bé d'Interès Cultural originalment demanada per la plataforma. En el seu moment la Comunitat de Madrid va decidir acatar la sentència però va posposar la seva execució fins al moment en què la mateixa quedés ferma. La sentència ha quedat ferma perquè el Tribunal Suprem ha desestimat, amb data 4 de desembre de 2012, un recurs de cassació interposat per l'empresa Moro S.A., propietària del teatre, interposat contra ella.
En compliment de la sentència, la Comunitat de Madrid va donar inici a la tramitació de l'expedient administratiu per a la declaració del Teatro Albéniz com a Bé d'Interès Cultural. En el seu discórrer, i malgrat els informes favorables de la Reial Acadèmia de les Belles arts de Sant Ferran, la Reial Acadèmia de la Història i el Consell Regional de Patrimoni Històric, el llavors president de la Comunitat de Madrid, Ignacio González, va resoldre definitivament decidint rebutjar la declaració d'Interès Cultural. Contra aquesta decisió, la Plataforma d'Ajuda al Teatre Albéniz va interposar un recurs de reposició que està pendent de ser resolt en l'actualitat.
Amb data 1 de desembre de 2015, la Comunitat de Madrid ha incoat expedient per a declarar-lo Bé d'Interès Patrimonial.